# Not One Single Fucking Hit Discography
Not One Single Fucking Hit Discography è un album compilation degli Aus-Rotten.

## Tracce
1. Intro
2. The System Works for Them
3. The Battlefield's Still Red
4. When You Support These Fucking Bastards
5. American Ethic
6. No Justice, No Peace
7. Too Little, Too Late
8. Poison Corporations
9. Tedium
10. B.A.T.F.
11. The Crucifix and The Flag
12. The Flags Will Cover Coffins
13. No Change, No Future, We're Lost
14. They Ignore Peaceful Protest
15. This Is Brainwash
16. Secret Police, Secret Army
17. Apathetic
18. Denied
19. Have Another
20. Tuesday, May 18, 1993
21. Vietnam Is Back
22. Fuck Nazi Sympathy
23. A.I.D.S.
24. Do You Know Where Their Children Are?
25. Perverted Patriotism
26. Grave
27. Two Years And One Song Later
28. The Battlefield's Still Red
29. Prejudice (Crucifix)
30. Capital Punishment (live)
31. Media Blackout (live)
32. From Protest To Resistance (live) (Conflict)
33. Swastika Rats (live) (Upright Citizens)
34. Tube Disasters (live) (Flux of Pink Indians)
35. Rock And Roles [30 Years] (live) (Chumbawamba)